# Кирюшин, Валерий Иванович
Вале́рий Ива́нович Кирю́шин (род. 1941) — советский и российский учёный-агроном в области почвоведения и агрохимии, заведующий кафедрой почвоведения, геологии и ландшафтоведения в РГАУ-МСХА им. К. А. Тимирязева. Доктор биологических наук, профессор, академик ВАСХНИЛ (1988), академик РАН (2013). Заслуженный деятель науки Российской Федерации (2003).

## Биография
Родился 21 марта 1941 года в поселке Букачача Чернышевского района Читинской области.
В 1964 году окончил Тимирязевскую сельскохозяйственную академию в Москве.
В 1967 году защитил кандидатскую диссертацию, в 1975 г. защитил докторскую диссертацию.
В 1964—1980 годах работал старшим научным сотрудником, заведующим лабораторией химии и мелиорации почв, заведующим отделом ВНИИ зернового хозяйства.
В 1980—1987 годах был директором Сибирского НИИ земледелия и химизации.
В 1987—1989 годах — генеральный директор НПО «Земледелие».
В 1989—1991 годах — начальник отдела научно-технического прогресса Государственной комиссии при Совете министров СССР по продовольствию и закупкам.
В 1991—2015 годах (24 года) — был заведующим кафедрой почвоведения в Российском государственном аграрном университете — МСХА им. К. А. Тимирязева. Сформировал учебно-методические комплексы для подготовки магистров по агрономическому почвоведению.
С 2015 года — главный научный сотрудник Почвенного института имени В. В. Докучаева
Уделяет большое внимание к агрономическому почвоведению, ландшафтно-экологической организации территории и проектированию агроландшафтов в современных крупных сельхохпредприятиях.
Член Комитета по премиям Президента и правительства РФ в области образования, член РАСХН и редколлегии журналов «Известия ТСХА», «Социоэкология», «Земледелие».
Подготовил 15 докторов и 17 кандидатов наук.

## Награды и звания
- 1986 — Орден «Трудового Красного Знамени»
- Медаль «За трудовое отличие»
- Медаль «Ветеран труда»
- Лауреат премии им. Д. Н. Прянишникова
- Премия Правительства Российской Федерации в области образования 2013 года (12 ноября 2013) — за комплекс учебных и учебно-методических изданий "Научно-образовательное и кадровое сопровождение землеустройства и земельно-кадастровой деятельности в новых социально-экономических условиях развития Российской Федерации"
- Заслуженный деятель науки Российской Федерации.
- Академик Международной академии аграрного образования

## Членство в организациях
- Общество почвоведов имени В. В. Докучаева — вице-президент.
- Международный союз почвоведов

## Научная деятельность
Принимал непосредственное участие в разработке интенсивной технологии возделывания яровой пшеницы, рекомендаций по разработке систем ведения сельского хозяйства Сибири и Дальнего Востока, концепций развития земледелия в Сибири. Автор теории адаптивно-ландшафтного земледелия, методологии проектирования наукоемких аграрных технологий, адаптивных к различным агроэкологическим условиям. Разработчик системы сельскохозяйственной типологии земель и агроэкологической классификации и основатель прогрессивной научной школы земледелия. Разработал теорию происхождения малонатриевых солонцов Северного Казахстана и оптимальную систему земледелия на солонцовых почвах. На практике доказал сокращение потерь гумуса на черноземах Северного Казахстана при замене вспашки системой плоскорезной обработки, а также в применении мальцевской системы на выщелоченных черноземах Зауралья. Ряд работ посвящён почвозащитной системе земледелия и минимизации обработки почвы.

## Основные работы
Автор и соавтор около 360 научных публикаций (в том числе 8 монографий)
- «Солонцы и их мелиорация: на примере солонцовых комплексов Северного Казахстана»
- «Агроценозы степной зоны» (в соавт.)
- «Яровая пшеница: прогрессивные технологии» (в соавт.)
- «Концепция адаптивно-ландшафтного земледелия»
- «Концепция оптимизации режима органического вещества почв в агроландшафтах»
- «Экологические основы земледелия»
- «Земельный вопрос»
- «Экологизация земледелия и технологическая политика» (2000)
- «Многоукладная аграрная экономика и российская деревня (середина 80-х — 90-е годы XX столетия)» (2001, в соавт. с Е. С. Строевым и др.)
- «Адаптивно-ландшафтные системы земледелия Новосибирской области» (2002, в соавт. с А. Н. Власенко и др.)
- «Модель адаптивно-ландшафтного земледелия Владимирского ополья» (2004, в соавт. с А. П. Ивановым и др.)
- «Агроэкологическая оценка земель, проектирование адаптивно-ландшафтных систем земледелия и агротехнологий»
- «Агрономическое почвоведение» (2010)
- «Теория адаптивно-ландшафтного земледелия и проектирование агроландшафтов» (2011)
- «Использование дистанционных методов исследования при проектировании адаптивно-ландшафтных систем земледелия» (2014, в соавт.)
- «Агротехнологии» (2015)